# Лесное (Белогорский район)
Лесно́е (до 1948 года Та́у-Кипча́к; укр. Лісне, крымскотат. Tav Qıpçaq, Тав Къыпчакъ) — исчезнувшее село в Белогорском районе Республики Крым, на территории Ароматновского сельсовета. Располагалось на юго-западе района, в предгорье Главной гряды Крымских гор, в верховьях долины реки Зуя, сейчас место частично затоплено Балановским водохранилищем в его вершине.

## История
Первое документальное упоминание села встречается в Камеральном Описании Крыма… 1784 года, судя по которому, в последний период Крымского ханства в Зуинский кадылык Акмечетского каймаканства входили 5 деревень с названием Кыпчак: Директ Алты, Алаган, Юкары-Ички, Калум и Кырдагы Эли — видимо, это были кварталы-маале большого селения. Путаница с количеством и названиями деревень продолжалась в документах на всём протяжении XIX века. После присоединения Крыма к России (8) 19 апреля 1783 года, (8) 19 февраля 1784 года, именным указом Екатерины II сенату, на территории бывшего Крымского Ханства была образована Таврическая область и деревня была приписана к Симферопольскому уезду. После Павловских реформ, с 1796 по 1802 год, входила в Акмечетский уезд Новороссийской губернии. По новому административному делению, после создания 8 (20) октября 1802 года Таврической губернии, Кипчак включили в состав Кадыкойской волости Симферопольского уезда.
По Ведомости о всех селениях в Симферопольском уезде состоящих с показанием в которой волости сколько числом дворов и душ… от 9 октября 1805 года в деревне Ашага-Кипчак Кадыкойской волости числилось 14 дворов и 62 жителя, исключительно крымские татары. На военно-топографической карте генерал-майора Мухина 1817 года Копчак обозначен с 15 дворами. После реформы волостного деления 1829 года Кипчак, согласно «Ведомости о казённых волостях Таврической губернии 1829 года», передали из Кадыкойской волости в состав Аргинской. На карте 1836 года в деревне 18 дворов, а на карте 1842 года Юхары Кипчак обозначен условным знаком «малая деревня», то есть, менее 5 дворов.
В 1860-х годах, после земской реформы Александра II, деревню приписали к Зуйской волости. В «Списке населённых мест Таврической губернии по сведениям 1864 года», составленном по результатам VIII ревизии 1864 года, записано одно селение Ашага-Кипчак — владельческая татарская деревня с 8 дворами, 11 жителями и мечетью при речке Зуе. По обследованиям профессора А. Н. Козловского начала 1860-х годов, жители селения «пользовались водой реки Зуя» и родниками. На трёхверстовой карте Шуберта 1865—1876 года деревня подписана, как Юхары-Кипчак и обозначена с 14 дворами. В «Памятной книге Таврической губернии 1889 года» по результатам Х ревизии 1887 года записан просто Кипчак с 19 дворами и 103 жителями.
После земской реформы 1890-х годов деревня осталась в составе преобразованной Зуйской волости. На верстовой карте 1890 года подписан Тау-Кипчак, в котором обозначено 25 дворов с татарским населением. Согласно «…Памятной книжке Таврической губернии на 1892 год», в Барабановском сельском обществе числилось 2 деревни Кипчак: Кулум с 83 жителями в 9 домохозяйствах и Ашага — 19 жителей в 4, все безземельные. По «…Памятной книжке Таврической губернии на 1902 год» в деревнях, входивших в Барабановское сельское общество, числилось: в Кулум-Кипчак 9 жителей в 1 домохозяйстве, в Ашага-Кипчак — 17 жителей в 3 домохозяйствах. По Статистическому справочнику Таврической губернии. Ч.II-я. Статистический очерк, выпуск шестой Симферопольский уезд, 1915 год, в деревне и экономии Тав-Кипчак (она же Кулум-Кипчак, наследников Шайтана) Зуйской волости Симферопольского уезда числилось 18 дворов с немецким населением в количестве 87 человек приписных жителей и 13 — «посторонних», из которых 51 мужчина и 49 женщин. Жители владели 2848 десятинами удобной земли. В хозяйствах имелось 180 лошадей, 250 волов, 96 коров и 890 голов мелкого скота. В 1918 году в деревне планировалось открытие татарского училища.
После установления в Крыму Советской власти, по постановлению Крымревкома от 8 января 1921 года была упразднена волостная система и село включили в состав вновь созданного Подгородне-Петровского района Симферопольского уезда, а в 1922 году уезды получили название округов. 11 октября 1923 года, согласно постановлению ВЦИК, в административное деление Крымской АССР были внесены изменения, в результате которых был ликвидирован Подгородне-Петровский район и образован Симферопольский и село включили в его состав. Согласно Списку населённых пунктов Крымской АССР по Всесоюзной переписи 17 декабря 1926 года, в селе Тав-Кипчак, Нейзацкого сельсовета Симферопольского района, числилось 39 дворов, из них 38 крестьянских, население составляло 181 человек, из них 105 татар и 76 русских, действовала татарская школа. Постановлением ВЦИК от 10 июня 1937 года был образован новый, Зуйский район, в который вошло село. По данным всесоюзной переписи населения 1939 года в селе проживало 220 человек. В период оккупации Крыма, 13 и 14 декабря 1943 года, в ходе операций «7-го отдела главнокомандования» 17 армии вермахта против партизанских формирований, была проведена операция по заготовке продуктов с массированным применением военной силы, в результате которой село Тау-Кипчак было сожжено и все жители вывезены в Дулаг 241.
Вскоре после освобождения Крыма, согласно Постановлению ГКО № 5859 от 11 мая 1944 года, все крымские татары были депортированы в Среднюю Азию. А уже 12 августа 1944 года было принято постановление № ГОКО-6372с «О переселении колхозников в районы Крыма», по которому в район из Курской и Тамбовской областей РСФСР в район переселялись 8100 семей колхозников. Указом Президиума Верховного Совета РСФСР, от 18 мая 1948 года, Тау-Кипчак был переименован в Лесную. После ликвидации в 1959 году Зуйского района, село включили в состав Симферопольского. Время включения в Зуйский поссовет пока не установлено: на 15 июня 1960 года село уже числилось в его составе. Указом Президиума Верховного Совета УССР «Об укрупнении сельских районов Крымской области», от 30 декабря 1962 года Симферопольский район был упразднён и село присоединили к Белогорскому. Ликвидировано, как попавшее в зону затопления Балановского водохранилища, к 1974 году.

### Динамика численности населения
| - 1805 год — 62 чел. - 1864 год — 11 чел. - 1889 год — 103 чел. - 1892 год — 102 чел. | - 1902 год — 26 чел. - 1915 год — 87/13 чел. - 1926 год — 181 чел. - 1939 год — 220 чел. |